# パラレリズム
パラレリズム（対句法、平行構造、平行体、並行体、Parallelism）とは、全体に一定のパターンを与える目的で、2つ以上の文の部分に類似の形式を与えることを指す。
- In a democracy we are all equal before the law. In a dictatorship we are all equal before the police. - Millôr Fernandes

上の2つの文からなる一節を比較してみると、以下のようなパラレルな構造であることがわかる。
| In a democracy    | we are all equal before | the law.    |
| In a dictatorship | we are all equal before | the police. |

## 概略
さまざまな種類のパラレリズムは、ヘブライ語の聖書の詩（Biblical poetry）の主とした修辞技法である。事実、「parallelismus membrorum」（詩行などの集団のパラレリズム）という言葉は、Robert Lowthがその著書『Lectures on the Sacred Poetry of the Hebrews』（1787年）の中で造った言葉である。ロマーン・ヤーコブソンは、祖国ロシアを含む世界中の詩＝文学伝統の中の非宗教的パラレリズム研究を開拓した。
漢詩も最初期以来パラレリズム（対偶、対句）を使っている。対句の中で、その内容や、品詞が釣り合っている必要があるだけでなく、声調もお互いに対になっていなければならなかった。平声は仄声と対になり、その逆に仄声は平声と対になる（詳細は対句、平仄を参照）。

## 例
他には、以下のような例がある。
- Veni, vidi, vici（来た、見た、勝った） - ガイウス・ユリウス・カエサル
- The inherent vice of capitalism is the unequal sharing of blessing; the inherent virtue of socialism is the equal sharing of miseries. - ウィンストン・チャーチル
- 上手は目利かずの心に相叶ふことかたし。下手は目利きの眼に合ふことなし。 - 世阿弥『風姿花伝』